# The Jezabels
I The Jezabels sono un quartetto di origini australiane, più precisamente di Sydney, formatosi presso l'Università di Sydney. I quattro membri del gruppo sono Hayley Frances McGlone (voce), nota come Hayley Mary, Heather Shannon (pianoforte/tastiera), Nik Kaloper (batteria) e Sam Lockwood (chitarra).
Il genere musicale della band è una miscela di diversi generi tra cui il rock alternativo, l'indie rock e pop rock. Gli stessi Jezabels un po' scherzosamente definiscono il loro genere come "intesindie".

## Storia
Heather Shannon e Hayley Mary iniziarono a suonare a Byron Bay, nel New South Wales, all'età di circa quattordici anni, utilizzando una chitarra acustica e un violino. Poi successivamente entrambe si trasferirono a Sydney per studiare all'Università dove incontrarono Nik e Samuel. Formarono la band e cominciarono a esibirsi con il nome di "The Jezabels".

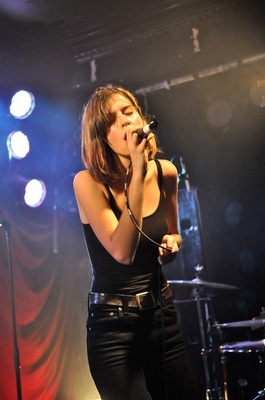
Hayley Mary dei The Jezabels.

Il testo delle canzoni della band tratta temi sociali di attualità come l'abuso di droga, disturbi, politiche sessuali e disastri romantici. In un'intervista Heather Shannon ha dichiarato che le canzoni del gruppo sono ispirate ed influenzate dalle situazioni, gli ambienti e le persone che la band incontra e con le quali viene in contatto.

## Formazione
- Hayley Mary - voce
- Heather Shannon - pianoforte-tastiere
- Samuel Lockwood - chitarra
- Nik Kaloper - batteria

## Discografia

### Album
- 2011 - Prisoner
- 2014 - The Brink
- 2016 - Synthia

### Live
- 2012 - Live At The Hordern Pavilion

### EP
- 2009 - The Man Is Dead
- 2009 - She's So Hard
- 2010 - Dark Storm